# Peter Anton Ulrich Piutti
Peter Anton Piutti (* 5. Juli 1750 in Paluzza, Italien; † 23. Februar 1823 in Ohrdruf) war ein italienischer Kaufmann und Unternehmer in Deutschland.

## Leben
Peter Anton Piutti begleitete als Gehilfe seinen Vater, den Kaufmann Leonhard Piutti, bereits in den 1760er Jahren auf seinen Reisen nach Ohrdruf; dort betrieb sein Vater einen Materialhandel und Spekulationsgeschäfte; außerdem besaß er ein Warenlager in Gotha. In dieser Zeit plante sein Vater eine Seifenfabrik in Italien anzulegen und reiste dorthin, um die entsprechenden Vorkehrungen zu treffen; vermutlich kam er in die Gewalt von Menschen, die sich durch seine Unternehmungen benachteiligt fühlten, denn er wurde 1778 zwischen Tolmezzo und St. Blatt ermordet.
Peter Anton Piutti beschloss, nach dem Tod seines Vaters in Ohrdruf im Herzogtum Gotha zu bleiben und zu heiraten.
Weil er in Ohrdruf als einziger Katholik unter Protestanten lebte, gehörte er einer kleinen katholischen Gemeinde in Gotha an und besuchte deren Kirche, trotz der weiten Entfernung, regelmäßig. Weil er in der Religion mehr das Wesentliche als das Formelle sah, besuchte er aber auch die protestantischen Kirchen und nahm an deren Gottesdiensten teil, so wurden seine Kinder auch nach dem lutherischen Glaubensbekenntnis erzogen. Nachdem es in Ohrdruf 1808 zu einem großen Brand kam, bei dem nicht nur seine Wohnung, sondern auch die Michaeliskirche ein Opfer der Flammen wurde, bemühte er sich bei seinen Freunden und auf seinen Reisen im Ausland um Unterstützung für deren Wiederaufbau, hatte jedoch wenig Erfolg hierbei, so dass es fünfzehn Jahre bis zu ihrer Fertigstellung am 29. Juni 1823 dauerte. Er hatte ein Kruzifix für den Altar bestellt, konnte dann aber nicht mehr erleben, als dieses aufgestellt wurde. Auch den Anbau eines von ihm angeregten und finanzierten Blitzableiters auf dem Kirchturm erlebte er nicht mehr. Auch wurde seiner Anregung nicht gefolgt, in Erfurt bereits jetzt, für die beim Brand geschmolzene, eine neue Kirchenglocke zu erwerben, da dort die Franzosen Kirchenglocken verkauften, hierzu wollte er auch 200 Reichstaler beitragen; aber weil der Neubau der Kirche zu dem Zeitpunkt noch zu weit entfernt war, wurde sein Vorschlag abgelehnt.
Er betrieb nicht nur seine Geschäfte, sondern beschäftigte sich auch mit Zweckmäßigem und dachte über Verbesserungen nach, so war er der Einzige, der nach dem großen Brand, wie in öffentlichen Blättern vorgeschlagen, seinen Neubau, trotz höherer Kosten, mit Lehmbacksteinen ausführen ließ.

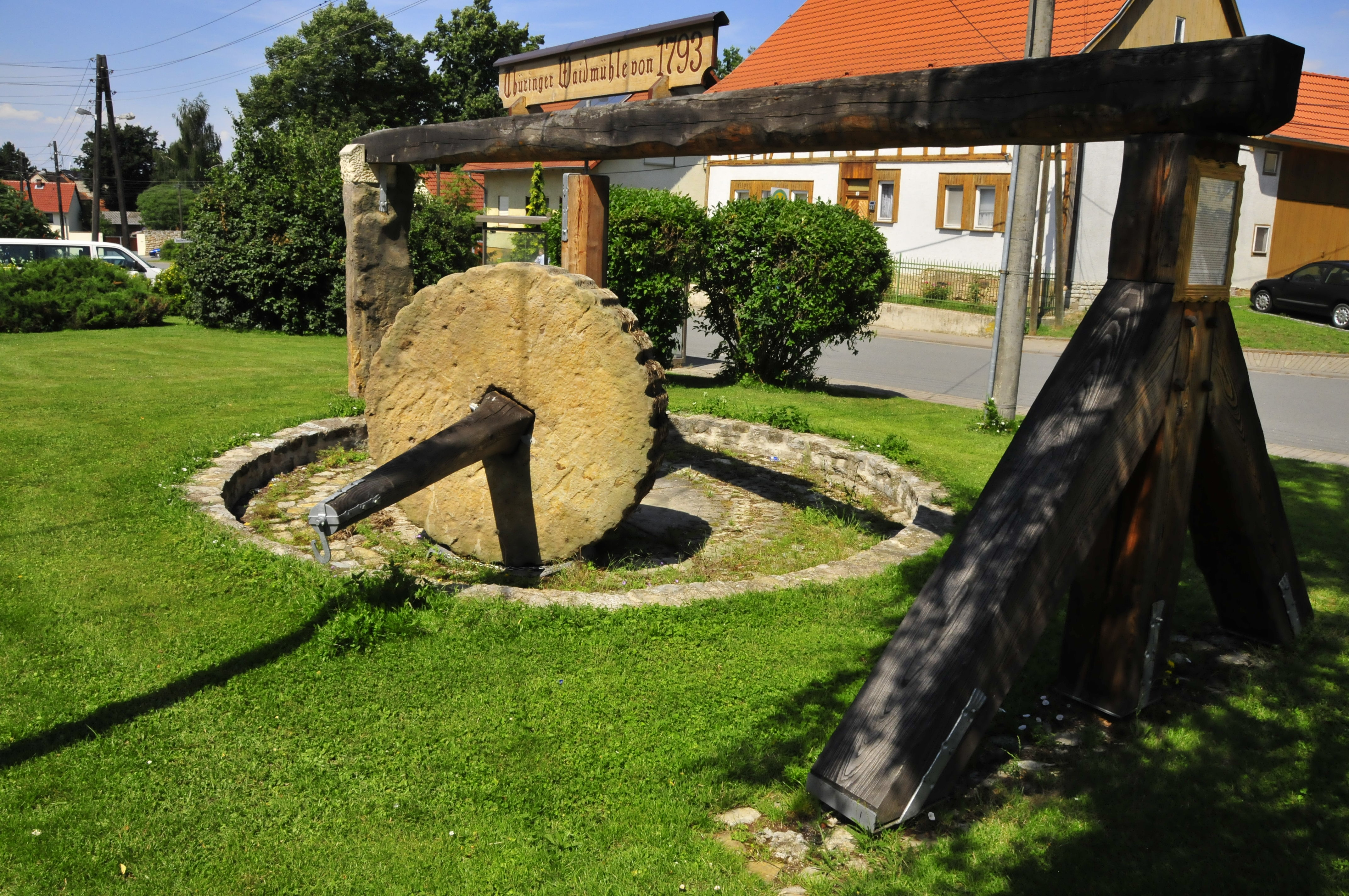
Waidmühle in Molschleben

Er hatte bereits zahlreiche verschiedene Handels- und Fabrikgeschäfte betrieben, so produzierte er beispielsweise 1777 verschiedene Sorten Schokolade, als er in den 1790er Jahren eine Waidfabrik eröffnen wollte, allerdings fehlten ihm hierzu die finanziellen Mittel und er benötigte die Erlaubnis der Landesregierung. Anfangs wollte er die Fabrik in Erfurt errichten, fand aber bei der dortigen Behörde nicht die notwendige Unterstützung und entschied sich dann, die Fabrik in Molschleben, zu eröffnen. Die herzogliche Landesregierung förderte den Bau solcher Anlagen und erteilte ihm die gewünschten Freiheiten und ein Privileg; die notwendigen finanziellen Mittel erhielt er durch Vorschüsse von seinen Verwandten. Er errichtete das Werk am Rand von Molschleben und erweiterte im Laufe der Zeit um zweckmäßige und nutzbare Anlagen, so dass er das Produkt immer mehr verbesserte und der Absatz sich erhöhte. Er exportierte sein Produkt, dass dem Indigo in der Farbe nahekam und sogar ersetzte, später nach Sachsen, Polen, Preußen, die Niederlande und Frankreich.
In späteren Jahren legte er Bergwerke im Wald zwischen Ohrdruf und Ilmenau in Oehrenstock an, woraus er Braunstein förderte, das für die im Thüringer Wald häufige Glas- und Metallverarbeitung benötigt wurde. Das Direktorium über die Bergleute führte er von Ohrdruf aus und dort gab es in seinem Haus auch mehrere Sortierer, die den Braunstein nach seiner Güte voneinander trennten und an den beständigen Zu- und Abfahrten war erkennbar, dass er bedeutende Versendungen vornahm, dieses führte für das Land zu Mehreinnahmen und er versorgte viele Arbeiter der Umgebung. Für diese gründete er auch eine Sparkasse, in der er von ihrem Lohn einen Teil anlegte, so dass diese in Notfällen darauf zugreifen konnten. Einige seiner Arbeiter konnten hierdurch ihre Schulden abtragen und andere waren in der Lage sich Häuser anzuschaffen. Zusätzlich machte er sich um das Armenwesen in Ohrdruf verdient. Seiner Anregung zum Bau eines Arbeitshauses für die Arbeitslosen und Arbeitsscheuen wurde jedoch nicht gefolgt, obwohl er bereit war, hierfür einen Beitrag in Höhe von 500 Reichstalern zu leisten.
1812 wurde bei dem Rückzug der Franzosen ein Lazarett außerhalb der Stadt angelegt und ein Inspektor gesucht, der die Beschwerden und Eingaben bearbeitete und auch keine Ansteckung vor Krankheiten fürchtete, hierauf ließ Peter Anton Ulrich Piutti sich anstellen und verwaltete dieses Amt.
1814, bei der Errichtung des Landsturmes, war er bereit, trotz seines fortgeschrittenen Alters, mit in das Feld zu ziehen, um zur Befreiung Deutschlands mit beizutragen.
Für den Bau einer katholischen Schule in Gotha hatte er bereits im Jahr 1816 200 Reichstaler bereitgestellt, die jährlich mit 5 Prozent verzinst wurden. Über dieses Legat hatten die Vorsteher der katholischen Gemeinde jedoch nur sein mündliches Versprechen erhalten. Als er nun verstorben war, wurde in den Papieren hiernach gesucht und eine Quittung über das von ihm genannte Morocuttische Legat gefunden, worauf die Erben das Geld an die katholische Kirche auszahlten.
Peter Anton Piutti heiratete 1774 Elisabeth Christiane (* 1754; † 1797), Tochter des Ratsherrn Albrecht, mit der er vier Töchter und sieben Söhne hatte, von denen bei seinem Tod noch zwei Töchter und vier Söhne lebten, von den Kindern sind namentlich bekannt:
- Gottfried Wilhelm Piutti (* 23. Oktober 1776 in Ohrdruf; † 6. April 1860 ebenda), Waidfabrikbesitzer in Molschleben und Kaufmann in Ohrdruf; dessen Enkel war der spätere Komponist Karl Piutti;
- Amand Ernst Joseph Piutti (* 24. Dezember 1789 in Ohrdruf; † 14. März 1847 in Molschleben); Waidfabrikbesitzer.

Zwei seiner Söhne setzten seine Geschäfte mit der überlassenen Waidfabrik fort und zwei weitere ließen sich in Russland nieder.
1817 heiratete er in zweiter Ehe die Witwe des Förster Asmus.